# کریس تالمن
کریس تالمن (انگلیسی: Chris Tallman؛ زادهٔ ۲۲ سپتامبر ۱۹۷۰) هنرپیشه و فیلم‌نامه‌نویس اهل ایالات متحده آمریکا است.
از فیلم‌ها یا برنامه‌های تلویزیونی که وی در آن نقش داشته‌است می‌توان به آشنایی با مادر، سپیده‌دم رهایی، و رنو ۹۱۱: میامی اشاره کرد.